# Sebkay
Sebkay (también Sebekay o Sebekāi) fue un Faraón del antiguo Egipto durante c. 1732-1730 a. C. el llamado Segundo período intermedio. Durante mucho tiempo los problemas en el orden de sucesión y la pertenencia a una dinastía u otra de los reyes del periodo coloco al faraón Sebkay dentro de la decimotercera dinastía. El descubrimiento de la tumba de un rey con el nombre Senebkay en Abidos hace muy posible que este rey y Sebkay sean la misma persona siendo el nombre de Sebkay una simple falta de ortografía del nombre real. 
Se sabe muy poco acerca de él, ya que su nombre solo aparece en lo que parece ser un bumerán encontrado en Abydos y ahora en el Museo de El Cairo (CG 9433 / JE 34988). 

### Identidad
Desde el descubrimiento de este objeto, varios egiptólogos han intentado identificar a este rey con otros gobernantes del segundo periodo intermedio. 
Stephen Quirke considera que "Sebkay" es un diminutivo de "Sedjefakare", que es el nombre de trono de Kay-Amenemhat, mientras que Jürgen von Beckerath considera el nombre como una forma corta de nombre "Sebekhotep". Thomas Schneider apoya la hipótesis de von Beckerath, especificando que el rey Sebekhotep probablemente era Sebekhotep II. 
Kim Ryholt propuso una hipótesis más radical, sugirió la lectura " Kay, el hijo de Seb", dividió de facto el nombre "Seb-kay" en dos faraones diferentes y llenó un vacío en la Lista del canon de Turín antes de Kay-Amenemhat. Además, en esta reconstrucción, el nombre del último rey mencionado también debe considerarse patronímico, y debe leerse "El hijo de Kay, Amenemhat", estableciendo así una línea dinástica que consta de tres reyes: Seb, su hijo Kay y el hijo de este último, Amenemhat.  La interpretación de Ryholt es considerada audaz y controvertida por algunos egiptólogos. 
En el año 2014 en Abydos, un equipo de arqueólogos descubrió la tumba de un rey hasta ahora desconocida del segundo período intermedio, llamado Senebkay. Se ha sugerido que este gobernante y Sebkay sea la misma persona. De este modo Sebkay pasaría a formar parte de los reyes de la llamada dinastía de Abidos.

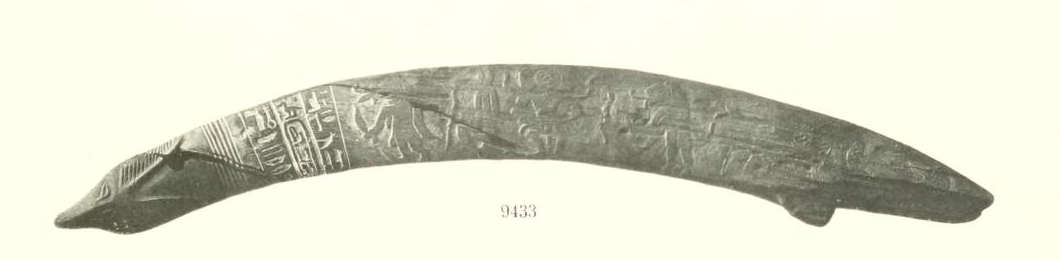
Vista de la vara, el Nombre de Sebkay está tallada en el lado izquierdo..

## Titulatura
| Titulatura | Jeroglífico | Transliteración (transcripción) - traducción - (referencias) |

| S29 | D58 | D28 | M17 | D17 |

| S29 | D58 | D28 | M17 | D17 |

| S29 | D58 | D28 | M17 | D17 |

| S29 | D58 | D28 | M17 | D17 |

| S29 | D58 | D28 | M17 | D17 |

| S29 | D58 | D28 | M17 | D17 |

| S29 | D58 | D28 | M17 | D17 |

| S29 | D58 | D28 | M17 | D17 |

| S29 | D58 | D28 | M17 | D17 |

| S29 | D58 | D28 | M17 | D17 |

| S29 | D58 | D28 | M17 | D17 |

| S29 | D58 | D28 | M17 | D17 |

| S29 | D58 | D28 | M17 | D17 |

| S29 | D58 | D28 | M17 | D17 |

| S29 | D58 | D28 | M17 | D17 |

| S29 | D58 | D28 | M17 | D17 |

| Predecesor: Menjaura Senaib | Faraón Dinastía de Abidos | Sucesor: Dinastía XVI |

- Datos: Q3194373
- Multimedia: Sebkay / Q3194373